# Eagle Rock (Santa Monica Mountains)
Der Eagle Rock (596 m) ist ein markanter Felsgipfel aus Sandstein im Toponga State Park in den Santa Monica Mountains.
Der Gipfel lässt sich u. a. über den Musch Trail und die Topanga Fire Road vom Rand des State Parks aus als einfache Bergwanderung erreichen. Der höchste Punkt wird in den letzten Metern direkt über den markanten Felsen erreicht.

## Weblink
- https://www.hikespeak.com/trails/eagle-rock-topanga-state-park-trippet-ranch/